# Acetilacetonato de hólmio
O acetilacetonato de Hólmio é um composto de coordenação que, apesar de não ser encontrado na condição anidra, é frequentemente mencionado com a fórmula Ho(C5H7O2)3. O comportamento químico do complexo indica que ele se encontra na forma octo-hidratada Ho(C5H7O2)3(H2O)2, o que é corroborado por cristalografia de Raios-X.
A desidratação de outros acetilacetonatos de lantanídeos leva à decomposição.